# 7월 21일
7월 21일은 그레고리력으로 202번째(윤년일 경우 203번째) 날에 해당한다.

## 사건
- 기원전 356년 - 아르테미스 신전이 헤로스트라투스의 방화로 소실되었다.
- 1545년 - 이탈리아 전쟁 프랑스군이 잉글랜드의 와이트 섬에 침공하였다.
- 1831년- 레오폴드 1세가 벨기에의 초대 국왕에 즉위.
- 1861년 - 남북 전쟁 - 매너서스 전투가 벌어졌다. 북군의 총 지휘관은 맥도웰, 남군의 사령관은 존스턴(실제로는 보우리가드가 지휘)이었는데 북군이 대패했다.
- 1925년 - 미국 테네시주에서 진화론 교육문제로 원숭이 재판이라고 불리는 재판이 열렸다.
- 1940년 - 소련이 발트3국을 합병했다.
- 1944년 - 고이소 구니아키가 조선총독에서 물러났다.

## 문화
- 1961년 - 머큐리-레드스톤 4호가 발사되었다.
- 1970년 - 이집트에서 아스완 댐이 완성됐다.
- 1996년 - 애틀랜타 올림픽의 남자 축구 조별 리그 D조 1전에서 U-23일본 대표가 U-23브라질 대표를 격파되었다.
- 1998년 - 차범근 전 국대 감독이 프로축구 승부조작설을 제기하였다.
- 2003년 - 포켓몬스터 AG가 한국에서 방영을 시작했다.
- 2006년 - 액토즈소프트가 온라인 RPG게임 라테일 정식서비스를 개시하였다.
- 2007년 - 이 날에 J. K. 롤링의 소설 해리 포터와 죽음의 성물이 국내 정식발매되었다.
- 2011년 - 애틀랜티스 우주왕복선이 마지막 임무인 STS-135를 마치고 귀환함으로써 우주왕복선 프로젝트가 종료되었다
- 2017년 - 스플래툰 2가 출시되었다.
- 2020년
  - 대한민국의 군사위성 아나시스 2호가 발사됐다.
  - 여의도 파크원 타워가 완공됐다.
- 2021년 - 방탄소년단의 곡은 Permission to Dance가 Butter에 이어서 빌보드 hot 100에서 1위를 차지하면서 역사상 14번째로 자신의 곡으로 1위를 이어받은 가수가 되었다.

## 탄생
- 628년 - 당나라의 제3대 황제 당 고종. (~683년)
- 1513년 - 조선 중기의 왕족으로 중종의 서자 금원군. (~1562년)
- 1851년 - 일본의 자유민권운동가 히라오카 고타로. (~1906년)
- 1881년 - 미국의 프로 야구 선수, 야구 감독 조니 에버스. (~1947년)
- 1886년 - 일제 강점기에 조선총독부 중추원 참의 김기수. (~?)
- 1899년 - 미국의 소설가 어니스트 헤밍웨이. (~1961년)
- 1902년 - 대한민국의 소설가 채만식. (~1950년)
- 1913년 - 대한민국의 역사학자 김성칠. (~1951년)
- 1920년 - 일본의 야구 선수 가네다 마사야스. (~2020년)
- 1921년 - 대한민국의 법학자, 정치인 유민상. (~2000년)
- 1923년 - 미국의 화학자 루돌프 마커스.
- 1926년 - 캐나다의 영화감독 노먼 주이슨. (~2024년)
- 1930년 - 일본의 정치인 다니가와 가즈오. (~2018년)
- 1932년 - 미국의 기독교 조직신학자, 철학자 노만 가이슬러. (~2019년)
- 1935년 - 대한민국의 금융인 연영규. (~2024년)
- 1937년 - 대한민국의 정치인, 지방자치단체장 황대현. (~2005년)
- 1939년 - 미국의 재즈 색소폰 연주가이자 음악 교육가 제이미 에버솔드.
- 1944년 - 미국의 정치인 폴 웰스톤. (~2002년)
- 1945년 - 프랑스의 정치인 조제 에브라르. (~2022년)
- 1946년 - 에스토니아의 육상 선수 유리 타르마크. (~2022년)
- 1950년 - 아르헨티나의 전 축구 선수 우발도 피욜.
- 1951년 - 미국의 배우 로빈 윌리엄스. (~2014년)
- 1952년
  - 대한민국의 희극인 겸 방송인 강석.
  - 대한민국의 배우 전국환.
- 1955년
  - 헝가리의 영화감독 터르 벨러.
  - 아르헨티나의 전 축구 선수, 현 축구 감독 마르셀로 비엘사.
- 1956년 - 대한민국의 성우 박영화.
- 1957년
  - 대한민국의 성우 박영화.
  - 미국의 배우 존 로비츠.
- 1958년 - 대한민국의 가수 하덕규.
- 1961년 - 신은미.
- 1962년 - 대한민국의 배우 진명선.
- 1968년 - 대한민국의 가수 서양화가 마이진.
- 1969년
  - 독일의 승마 선수 이자벨 베르트.
  - 미국의 야구 선수 데니 해리거.
  - 조지아의 유도 선수 아미란 토티카슈빌리.
  - 미국의 배우, 전 미식 축구 선수 맷 윌리그.
- 1970년 - 대한민국의 축구인 김도훈.
- 1971년
  - 중화인민공화국의 방송인 궈즈젠.
  - 프랑스의 배우 겸 가수 샤를로트 갱스부르
- 1972년 - 일본의 배우, 가수, 기업인 하루나 아이.
- 1974년 - 대한민국의 성우 김필진.
- 1975년 - 대한민국의 작곡가, 프로듀서 황성제.
- 1976년
  - 이란의 전 축구 선수 바히드 하셰미안.
  - 대한민국의 배우 강성연.
- 1977년
  - 대한민국의 기자 김수진.
  - 잉글랜드의 배우 제이미 머리.
- 1978년 - 미국의 배우 조시 하트넷.
- 1979년
  - 대한민국의 힙합DJ 겸 프로듀서 DJ 소울스케이프.
  - 우크라이나의 축구 선수 안드리 보로닌.
  - 미국의 농구 선수 타미카 캐칭스.
- 1981년
  - 대한민국의 야구 선수 박정권.
  - 스페인의 축구 선수 호아킨 산체스.
- 1982년
  - 대한민국의 기상 캐스터 조현선.
  - 대한민국의 방송 기자 최윤정.
- 1984년
  - 대한민국의 성우 권창욱.
  - 영국의 배우 케이티 루이즈 손더스.
- 1985년 - 대한민국의 사격 선수 김종현.
- 1986년
  - 대한민국의 미스코리아 이경은.
  - 대한민국의 바둑 기사 배윤진.
  - 대한민국의 배우 한규원.
  - 대한민국의 가수 지아.
  - 대한민국의 바둑 기사 강창배.
- 1987년 - 대한민국의 지휘자 진솔.
- 1988년
  - 대한민국의 희극인, 유튜버 한으뜸.
  - 중국의 배우 징톈.
- 1989년
  - 대한민국의 전직 스타크래프트 프로게이머 구성훈.
  - 대한민국의 배우 장미관.
  - 대한민국의 배구 선수 서재덕.
  - 대한민국의 가수 이하린.
  - 잉글랜드의 배우 제이미 웨일릿.
- 1990년
  - 대한민국의 가수, 배우 소리.
  - 대한민국의 모델 이윤지.
- 1991년 - 일본의 배우, 가수 야스이 켄타로.
- 1992년 - 대한민국의 치어리더 차영현.
- 1993년
  - 대한민국의 가수, 뮤지컬 배우, 방송인 진욱.
  - 대한민국의 성우 박준형.
  - 브라질의 배우 가브리에우 레오니.
- 1994년
  - 대한민국의 배우 은원재.
  - 대한민국의 배우 이랑서.
- 1995년
  - 대한민국의 가수 백호 (뉴이스트).
  - 대한민국의 래퍼 김심야.
  - 네덜란드의 유도 선수 사너 판 데이커.
- 1996년
  - 대한민국의 배우 오세영.
  - 나아지리아의 축구 선수 조 아리보.
- 1997년
  - 대한민국의 야구 선수 이진영.
- 1998년
  - 대한민국의 크로스 컨트리 선수 김마그너스.
  - 대한민국의 배우 조윤수.
- 1999년 - 대한민국의 축구 선수 강동혁.
- 2000년
  - 노르웨이의 축구 선수 엘링 브레우트 홀란.
  - 대한민국의 가수 리아 (ITZY).
  - 대한민국의 배우 박가람.
- 2003년 - 일본의 싱어송라이터 RUANN.
- 2004년 - 대한민국의 가수 트레이드 엘.
- 2006년 - 대한민국의 가수 이얄.
- 2012년 - 대한민국의 아역 배우 남윤서.
- 2014년 - 대한민국의 배우 오지율.

## 사망
- 681년 - 신라(新羅)의 제30대 왕 문무왕(文武王). (661년~)
- 1425년 - 동로마 제국의 황제 마누엘 2세 팔레올로고스. (1350년~)
- 1796년 - 스코틀랜드 출신 영국의 시인이자 서정시인 로버트 번스. (1759년~)
- 1999년 - 영국 출신 미국의 광고인 데이비드 오길비. (1911년~)
- 2017년 - 미국의 배우 존 허드. (1945년~)
- 2020년
  - 대한민국의 기업인 송금조. (1923년~)
  - 미국의 배우 애니 로스. (1930년~)
  - 일본의 패션디자이너 야마모토 간사이. (1944년~)
- 2021년
  - 대한민국의 정치인 허만기. (1929년~)
  - 파키스탄의 명예살인 피해자 누르 무카담. (1993년~)
- 2022년 - 독일의 축구 선수 우베 젤러. (1936년~)
- 2023년
  - 프랑스의 영화배우 쥘리에트 마이니엘. (1936년~)
  - 미국의 가수, 화가 토니 베넷. (1926년~)
  - 태국의 작곡가 촌라티 탄텅. (1937년~)
- 2024년 - 대한민국의 가수 김민기. (1951년~)

## 기념일
- 독립기념일(Belgian National Day): 벨기에
- 해방기념일(Liberation Day): 괌
- 인종화합의 날(Racial Harmony Day): 싱가포르

## 같이 보기
- 전날: 7월 20일 다음날: 7월 22일 - 전달: 6월 21일 다음달: 8월 21일
- 음력: 7월 21일
- 모두 보기